# Damigny
Damigny est une commune française, située dans le département de l'Orne en région Normandie, peuplée de 2 425 habitants.

## Géographie
La commune s'étend dans la partie nord-ouest de l'agglomération d'Alençon. Le bourg se présente comme un village-rue tout en longueur, dont une partie est faite de maisons ouvrières de granite construites en série à la fin du XIXe siècle, en liaison avec l'implantation précoce d'une importante laiterie-fromagerie industrielle au lieu-dit du Pont du Fresne.
Cet axe est orienté parallèlement à la vallée de la Briante, affluent de la Sarthe. Les terres qui l'entourent sont propices aux cultures grâce aux limons (lœss) des plateaux. Sous le lœss se trouvent des calcaires du Jurassique moyen dont le « calcaire oolithique de Damigni » d'âge bajocien. Plus en profondeur apparaît le granite d'Alençon, sous-jacent, qui affleure à certains endroits au fond de la vallée creusée par la Briante.

### Hydrographie
La commune est située dans le bassin Loire-Bretagne. Elle est drainée par la Briante et le Bourdon,,.
La Briante, d'une longueur de 17 km, prend sa source dans la commune du Bouillon et se jette  dans la Sarthe à Alençon, après avoir traversé six communes. 

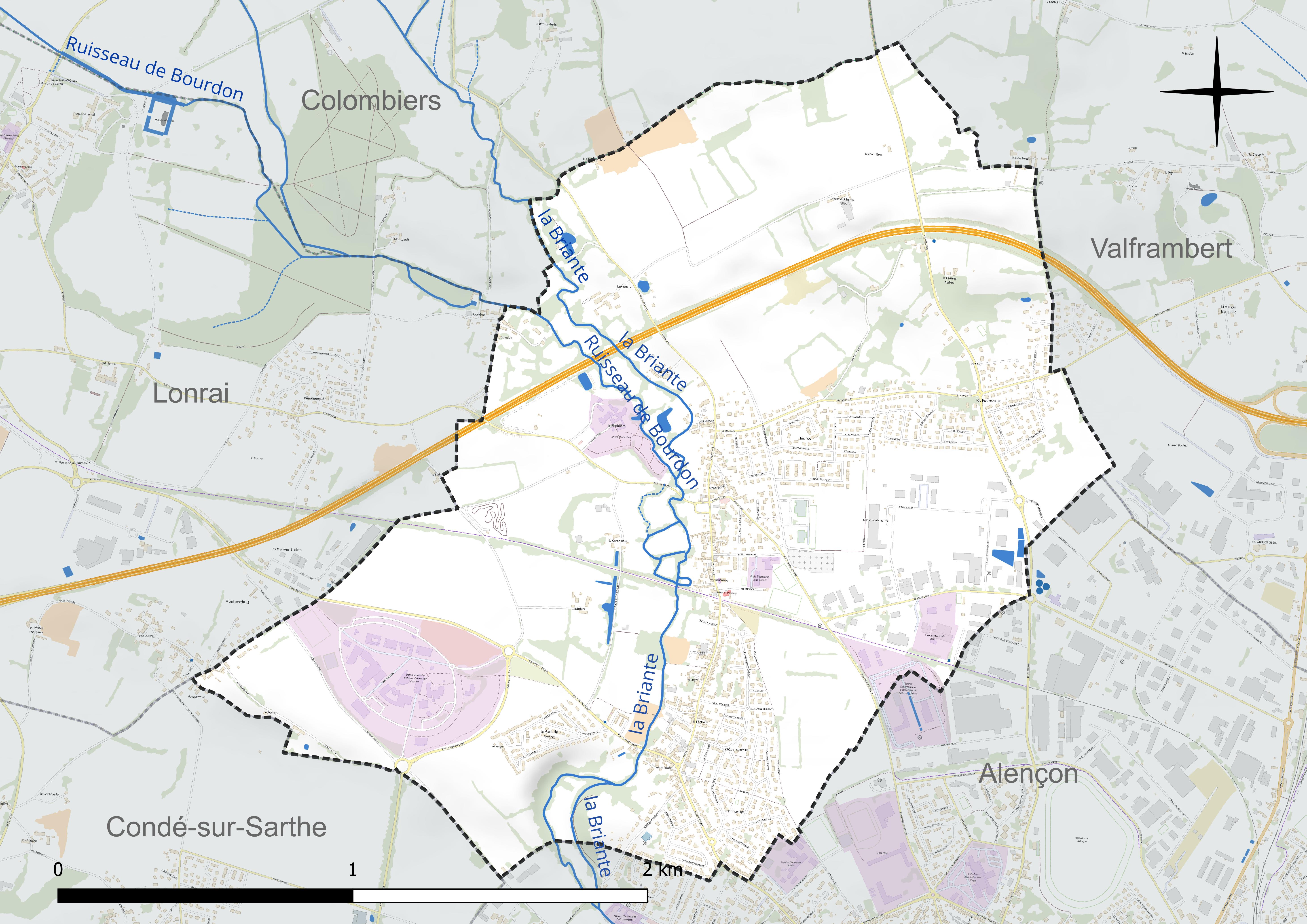
Réseau hydrographique de Damigny.

### Climat
Pour des articles plus généraux, voir Climat de la Normandie et Climat de l'Orne.
En 2010, le climat de la commune est de type climat océanique dégradé des plaines du Centre et du Nord, selon une étude du CNRS s'appuyant sur une série de données couvrant la période 1971-2000. En 2020, Météo-France publie une typologie des climats de la France métropolitaine dans laquelle la commune est dans une zone de transition entre le climat océanique et le climat océanique altéré et est dans la région climatique Normandie (Cotentin, Orne), caractérisée par une pluviométrie relativement élevée (850 mm/a) et un été frais (15,5 °C) et venté. Parallèlement le GIEC normand, un groupe régional d’experts sur le climat, différencie quant à lui, dans une étude de 2020, trois grands types de climats pour la région Normandie, nuancés à une échelle plus fine par les facteurs géographiques locaux. La commune est, selon ce zonage, exposée à un « climat des plateaux abrités », se caractérisant par une pluviométrie et des contraintes thermiques modérées mais aussi, par effet de continentalité, des températures plus contrastées qu'au nord dans la plaine de Caen, avec communément 10 à 15 jours par an de plus de froid en hiver et de chaleur en été.
Pour la période 1971-2000, la température annuelle moyenne est de 10,7 °C, avec une amplitude thermique annuelle de 14 °C. Le cumul annuel moyen de précipitations est de 737 mm, avec 12,1 jours de précipitations en janvier et 7,4 jours en juillet. Pour la période 1991-2020, la température moyenne annuelle observée sur la station météorologique la plus proche, située sur la commune d'Alençon à 2 km à vol d'oiseau, est de 11,3 °C et le cumul annuel moyen de précipitations est de 743,7 mm,. Pour l'avenir, les paramètres climatiques de la commune estimés pour 2050 selon différents scénarios d’émission de gaz à effet de serre sont consultables sur un site dédié publié par Météo-France en novembre 2022.

## Urbanisme

### Typologie
Au 1er janvier 2024, Damigny est catégorisée ceinture urbaine, selon la nouvelle grille communale de densité à sept niveaux définie par l'Insee en 2022.
Elle appartient à l'unité urbaine d'Alençon, une agglomération inter-régionale regroupant huit  communes, dont elle est une commune de la banlieue,,. Par ailleurs la commune fait partie de l'aire d'attraction d'Alençon, dont elle est une commune de la couronne,. Cette aire, qui regroupe 89 communes, est catégorisée dans les aires de 50 000 à moins de 200 000 habitants,.

### Occupation des sols
L'occupation des sols de la commune, telle qu'elle ressort de la base de données européenne d’occupation biophysique des sols Corine Land Cover (CLC), est marquée par l'importance des territoires agricoles (63,7 % en 2018), en diminution par rapport à 1990 (75,1 %). La répartition détaillée en 2018 est la suivante : 
prairies (37,1 %), zones urbanisées (24,8 %), terres arables (22,5 %), zones industrielles ou commerciales et réseaux de communication (11,5 %), zones agricoles hétérogènes (4,1 %). L'évolution de l’occupation des sols de la commune et de ses infrastructures peut être observée sur les différentes représentations cartographiques du territoire : la carte de Cassini (XVIIIe siècle), la carte d'état-major (1820-1866) et les cartes ou photos aériennes de l'IGN pour la période actuelle (1950 à aujourd'hui).

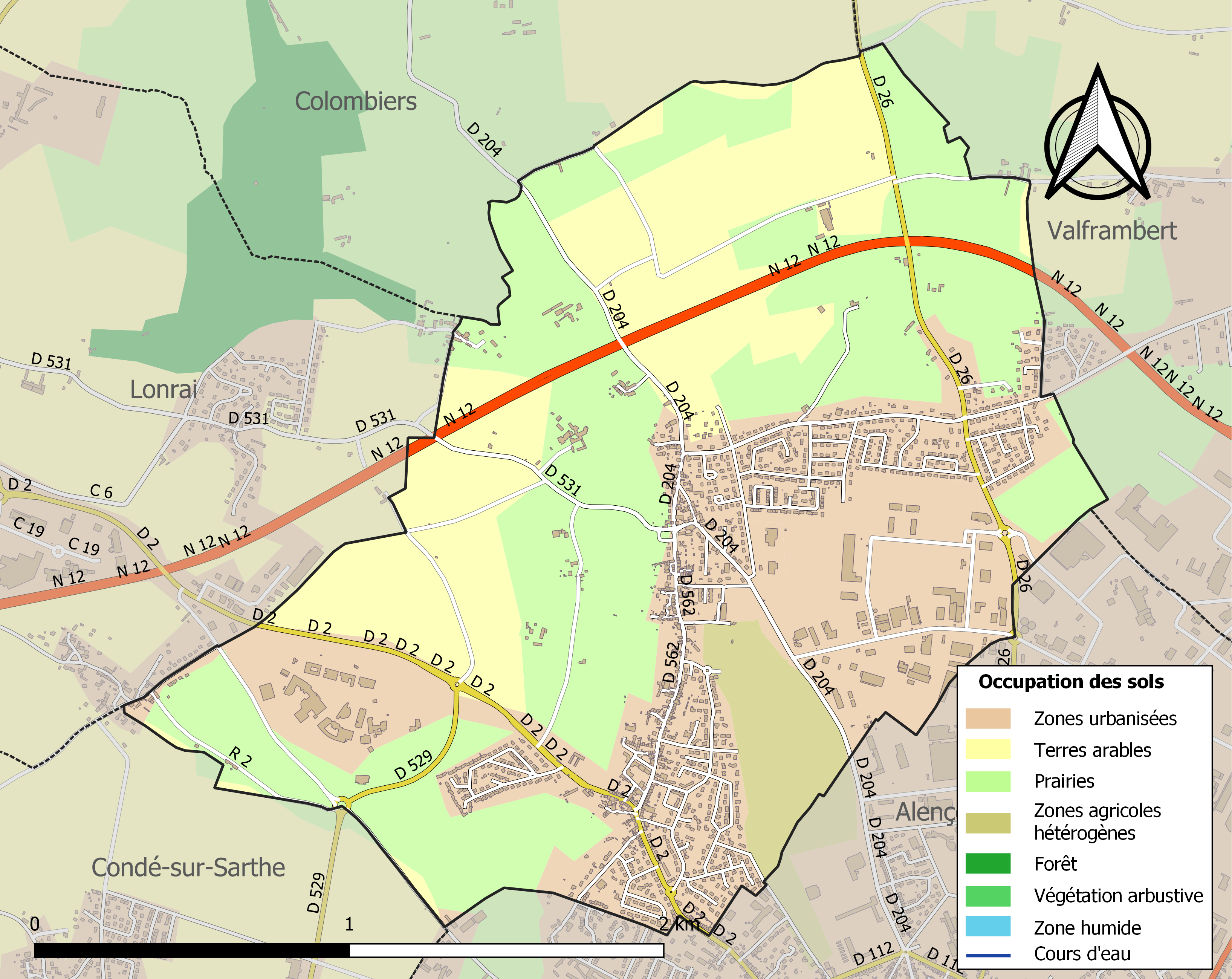
Carte des infrastructures et de l'occupation des sols de la commune en 2018 (CLC).

## Toponymie
On rencontrait naguère les deux orthographes Damigni et Damigny, la seconde graphie n'ayant définitivement prévalu qu'à partir de 1988.

## Histoire
Autrefois gros village rural menant une vie propre, Damigny s'est à partir de la fin des années 1960 graduellement mué en banlieue résidentielle d'Alençon. Les pâtures et labours qui autrefois séparaient les deux communes sont devenus des quartiers de maisons individuelles (lotissement du Printemps), si bien que Damigny est de plus en plus englobé dans l'agglomération d'Alençon.
Damigny a eu l'honneur d'accueillir sur son territoire communal le premier centre d'enseignement supérieur de l'Orne, l'Institut supérieur de plasturgie d'Alençon (ISPA), installé au lieu-dit Montfoulon, à l'ouest du bourg. Créé en 1985 à l'initiative de la Fédération de la Plasturgie et la Chambre de commerce et d'industrie d'Alençon, cet établissement est habilité depuis 1993 à délivrer des diplômes d'ingénieur de production bac + 5 spécialisé en techniques de transformation de matières plastiques.

## Politique et administration

### Liste des maires
| Période                                  | Période            | Identité                    | Étiquette | Qualité |
| ---------------------------------------- | ------------------ | --------------------------- | --------- | --- |
| Les données manquantes sont à compléter. |                    |                             |           | |
|                                          |                    | Arthur Esnault              |           | |
| 1918                                     | avril 1927 (décès) | Charles Esnault (1860-1927) |           | |
| Les données manquantes sont à compléter. |                    |                             |           | |
| avant 1945                               | mars 1959          | Alexandre Guilmin           |           | Entrepreneur de charpente |
| mars 1959                                | mars 1965          | Joseph Faghino              |           | Directeur de laiterie |
| mars 1965                                | avril 1982 (décès) | Émile Barbe                 | DVD       | Entrepreneur de menuiserie Conseiller général d'Alençon-Ouest (1970 → 1982) Vice-président du District de l'Agglomération alençonnaise |
| juin 1982                                | mars 2001          | Denise Chanu                | PS        | Ancienne cadre de la MSA de l'Orne Vice-présidente de la CU d'Alençon Assure l'intérim entre avril et juin 1982.                       |
| mars 2001                                | mai 2020           | Pascal Devienne             | PS        | Conseiller financier Vice-président de la CU d'Alençon                                                                                 |
| mai 2020                                 | En cours           | Anita Paillot               | SE        | Éducatrice spécialisée 12e vice-présidente de la CU d'Alençon (2020 → )                                                                |

## Communications et transport urbain
- La commune de Damigny est desservie par le réseau de bus Alto. Ce réseau fait partie des Transports urbains de la communauté urbaine d'Alençon. Damigny fait partie des lignes Lignes 3, Iténéo 5, Iténéo Access, Domino 1 et 2.

## Démographie
L'évolution du nombre d'habitants est connue à travers les recensements de la population effectués dans la commune depuis 1793. Pour les communes de moins de 10 000 habitants, une enquête de recensement portant sur toute la population est réalisée tous les cinq ans, les populations de référence des années intermédiaires étant quant à elles estimées par interpolation ou extrapolation. Pour la commune, le premier recensement exhaustif entrant dans le cadre du nouveau dispositif a été réalisé en 2008.
En 2022, la commune comptait 2 425 habitants, en évolution de −8,7 % par rapport à 2016 (Orne : −3,21 %, France hors Mayotte : +2,11 %).
| 1793  | 1800  | 1806  | 1821 | 1836  | 1841  | 1846  | 1851  | 1856  |
| ----- | ----- | ----- | ---- | ----- | ----- | ----- | ----- | ----- |
| 1 076 | 1 040 | 1 082 | 908  | 1 234 | 1 206 | 1 292 | 1 284 | 1 296 |

| 1861  | 1866  | 1872  | 1876  | 1881  | 1886  | 1891 | 1896 | 1901 |
| ----- | ----- | ----- | ----- | ----- | ----- | ---- | ---- | ---- |
| 1 377 | 1 291 | 1 150 | 1 134 | 1 143 | 1 077 | 988  | 986  | 992  |

| 1906 | 1911 | 1921 | 1926 | 1931 | 1936 | 1946  | 1954  | 1962  |
| ---- | ---- | ---- | ---- | ---- | ---- | ----- | ----- | ----- |
| 956  | 941  | 888  | 929  | 956  | 958  | 1 191 | 1 101 | 1 147 |

| 1968  | 1975  | 1982  | 1990  | 1999  | 2006  | 2008  | 2013  | 2018  |
| ----- | ----- | ----- | ----- | ----- | ----- | ----- | ----- | ----- |
| 1 334 | 2 305 | 2 458 | 2 495 | 2 917 | 2 875 | 2 859 | 2 748 | 2 479 |

| 2022  | - | - | - | - | - | - | - | - |
| ----- | - | - | - | - | - | - | - | - |
| 2 425 | - | - | - | - | - | - | - | - |

La pyramide des âges peut être évaluée comme suit :   
- un quart de la population se compose de jeunes de 0 à 19 ans (24 %),
- un quart de jeunes actifs, de ménages de 20 à 39 ans (24,9 %),
- 51 % de seniors (de 40 ans a 75 ans et plus).

En conclusion une population dont la moyenne est assez âgée, bien que Damigny reçoive depuis quelques années de nombreuses familles avec des enfants en bas âge, qui s'installent dans les nouveaux quartiers résidentiels.
Les habitants sont appelés Damigniens et Damigniennes, bien que certains, pour des raisons folkloriques, préfèrent se nommer Damignons et Damignonnes.

## Personnalités liées à la commune
- Louis de Frotté (1766-1800), chevalier de Couterne, y a vécu son adolescence, son père étant sieur des lieux[24].
- Achille Oudinot (1820 à Damigny-1891), peintre.
- Christophe Ferron (1970-), footballeur, a commencé sa carrière au SC Damigny.